# Pseudotrichonotus belos
Espèce
Statut de conservation UICN

 DD 15 août 2019 : Données insuffisantes
Pseudotrichonotus belos est une espèce de poissons marins téléostéens de la famille des Pseudotrichonotidae.

## Systématique
L'espèce Pseudotrichonotus belos a été décrite pour la première fois en 2016 par les ichtyologues australiens Anthony C. Gill (d) et John James Pogonoski (d).

## Description
Pseudotrichonotus belos possède un corps allongé qui varie de 2,33 à 4,12 cm, et dont l'holotype mesure 4,12 cm. Sa teinte générale est jaune, avec des tâches rose pale et son ventre est rose argenté.
Les membres de l'espèce possèdent un palais garni d'une unique rangée de 10 à 15 dents caniniformes.
Pseudotrichonotus belos se distingue de Pseudotrichonotus altivelis et Pseudotrichonotus xanthotaenia essentiellement par le fait que sa nageoire dorsale est située sensiblement plus proche de ses nageoires pelviennes.

## Répartition
Cette espèce se croise dans l’océan Indien, au large des côtes de l’Australie, à des profondeurs variant de 100 à 120 m.

## Étymologie
Son épithète spécifique, belos, vient du mot du grec ancien βέλος (bélos), « flèche », et fait référence à la forme allongée de l'espèce.

## Comportement

### Proies
D'après les analyses radiographiques de l'holotype, Pseudotrichonotus belos se nourrit de divers gastéropodes.

## Publication originale
- (en) Anthony C. Gill et John J. Pogonoski, « Pseudotrichonotus belos new species, first record of the fish family Pseudotrichonotidae from Australia (Teleostei: Aulopiformes) », Zootaxa, vol. 4205, no 2,‎ 5 décembre 2016, p. 189-193 (ISSN 1175-5334 et 1175-5326, OCLC 49030618, PMID 27988590, DOI 10.11646/ZOOTAXA.4205.2.8, lire en ligne).